# Henry Martín (football)
Pour les articles homonymes, voir Henry Martin.
Henry Martín, né le 18 novembre 1992 à Mérida, est un footballeur international mexicain qui évolue au poste d'avant-centre au Club América.

## Biographie

### Carrière en club
Né à Mérida au Mexique, Henry Martín à commencer à jouer au football dans sa ville natale, jusqu'à porter le maillot du CF Mérida en deuxième division mexicaine.
Il passe après par le Club Tijuana en première division, puis en 2018 il est transféré au Club América, toujours dans la même compétition, devenant un des meilleurs buteurs de l'équipe qui remporte plusieurs trophées nationaux en 2018 et 2019,,,.

### Carrière en sélection
En août 2015, Henry Martín est convoqué pour la première fois avec l'équipe nationale du Mexique. Il honore sa première sélection le 4 septembre 2015, lors d'un match amical contre le Trinité-et-Tobago.
Martín est appelé par Jaime Lozano comme l'un des trois renforts de plus de 23 ans pour les Jeux olympiques d'été de 2020 à Tokyo. Il a remporté la médaille de bronze avec l'équipe olympique du Mexique,.
Le 14 novembre 2022, il est sélectionné par Gerardo Martino pour participer à la Coupe du monde 2022,.

## Palmarès

### En sélection
- Mexique
  - Vainqueur de la Gold Cup en 2023